# RIS d.o.o.
RIS d.o.o. je privatna tehnološka tvrtka iz Hrvatske, specijalizirana za projektiranje, razvoj i održavanje poslovnih softverskih rješenja. Ime tvrtke je akronim za Razvoj informacijskih sustava. Osnovana je 1993. godine sa sjedištem u Kastvu. Podružnica u Zagrebu otvorena je 2000. godine i zapošljava 45 djelatnika.

## Povijest
RIS d.o.o. osnovali su Mile Pavlić i Igor Zamlić 1993. godine.  Predsjednik uprave RIS d.o.o., Mile Pavlić uvršten je u Zlatnu knjigu najuspješnijih hrvatskih poduzetnika .
Prvih deset godina tvrtka je bila usmjerena na projektiranje informacijskih sustava i izradu projekata po kojima se organizirala baza podataka i razvijao aplikacioni softver. U suradnji s Hrvatskom informatičkom zajedinicom organizirala jednogodišnja školovanja informatičara gdje su se stjecale vještine modeliranja podataka i modeliranja procesa. Školovanje je prošlo oko 1000 informatičara. Mijenjanjem tržišne potražnje tvrtka se orijentirala na razvoj gotovih softverskih rješenja. Prvi projekt bio je sustav za prodaju osiguranja po narudžbi za Croatia osiguranje 1994. godine.
Kao važan trenutak u razvoju tvrtke navodi se objava metodologije za razvoj informacijskog softvera MIRIS 1995. godine koja je postala temelj razvoja softverskih rješenja do danas.
Od 2000. godine tvrtka postaje Oracle partner i prelazi na razvoj dvoslojnih aplikacija.
Izrada aplikacija u „oblaku“ u RIS-u je započela 2005. godine razvojem aplikacije „Image“ za prodaju osiguranja i  „Medcare“ za zdravstvenu njegu. Obje aplikacije bile su razvijene na platformi ClarioNet.
Značajan iskorak napravljen je 2006. godine kada RIS razvija vlastitu platformu Thin@ za razvoj SaaS aplikacija nad Oracle bazom podataka.  To je rezultiralo stvaranjem cloud rješenja: programski paket „FAROS“  za upravljanje poslovanjem, Polis i IMIS za osiguravajuću djelatnost, MedcareGym za Fizioterapija-Fitness, Estimus za upravljanje projektima, Lumens+  za obrazovnu djelatnost - sveučilišta i veleučilišta te Ensolva rješenje za upravljanje nabavom u privatnom i javnom sektoru. 
AnyScreen je nova generacija Thin@ tehnologije koja je izašla 2019. godine i omogućila je pristup Clarion aplikacijama putem Internet preglednika . Američka tehnološka kompanija Softvelocity u partnerstvu s RIS d.o.o. preuzela je distribuciju AnyScreena kao dodatnog alata za Clarion na globalnom tržištu. Nadograđena je 2022. godine GUI Managerom i Resizerom za prilagodbu aplikacija različitim uređajima i ekranima  .
Od 2005. godine RIS je imao vlastiti podatkovni centar za svoje poslovne aplikacije, a ugasio ga je 2023. godine kada je svoja poslovna rješenja migrirao u Oracle Cloud Infrastructure.

## Proizvodi
Odabran skup metoda koji softverska tvrtka koristi kao standard za vođenje svih projekata u tvrtki RIS je metodologija MIRIS (Metodologija za Razvoj Informacijskog Sustava).
Od osnutka RIS d.o.o. je realizirao više od 100 projekata digitalne transformacije i razvio 30 softverskih proizvoda. Trenutačno nudi ove softverske proizvode i usluge:
- Razvoj specijaliziranih poslovnih rješenja prema specifičnim potrebama naručitelja
  - IMIS – sustav prodaje osiguranja za Croatia osiguranje
  - PRIS – sustav naplate RTV Pristojbe za Hrvatsku radioteleviziju
  - KREDIS – bankarski sustav za Croatia banku
- Faros ERP i billing: sustav za digitalno upravljanje poslovanjem tvrtke
- Ensolva: poslovno rješenje za upravljanje nabavom i e-aukcije
- Anyscreen: alat za pokretanje Clarion aplikacija kao web ili mobilne aplikacije
- Lease: aplikacija za upravljanje najmom u skladu s MSFI 16 standardom

## Nagrade i priznanja
RIS d.o.o dobitnik je nagrada i priznanja:
- Priznanje HGK ŽK Rijeka za razvoj platforme Thin@ i izgradnju poslovnih aplikacija u oblaku (2015.) [11]
- HUM CROMA menadžer godine u kategoriji malih poduzeća za Milu Pavlića (2016.) [12]
- Nagrada za doprinos razvoju poduzetništva u srednjoj i JI Europi „Stvaratelji stoljeća“ (2017.) [13]
- Zlatna košarica za kvalitetu sluge korisničke podrške (2019.)  [14]
- Software Suggest "Rising star" i "Most Affordable" platforma Ensolva (2017.)  [15]
- Superprodavač godine Hari Zamlić (2021.)  [16]
- Godišnja nagrada Grada Kastva, Igor Zamlić (2023.) [17]
- Zlatna kuna HGK ŽK Rijeka za životno djelo: Mile Pavlić (2023.) [18]
- Zlatna košarica u kategoriji Tehnološki dobavljač godine za projekt digitalne transformacije indirektne nabave tvrtke Inditex (2024.) [19]

## Certifikati i norme
RIS d.o.o. posjeduje međunarodne norme:
- ISO 9001 certifikat za kvalitetu
- ISO 27001:2022 za informacijsku sigurnost
- ISO 20000-1-2018 za kvalitetu IT usluga.
- Metodologija MIRIS nositelj je oznake Izvorno hrvatsko od 2005. godine.
- RIS d.o.o. je potpisnik Kodeksa etike HGK  kojim se obvezao djelovati u skladu s načelima odgovornosti, istinitosti, učinkovitosti, transparentnosti, kvalitete, postupanja u dobroj vjeri i poštovanja dobrih poslovnih običaja prema poslovnim partnerima, poslovnom i društvenom okruženju te vlastitim zaposlenicima.[20]
- Od 2022. godine RIS posjeduje Premium zeleni certifikat za ekološki osviješteno poslovanje [21]

### Tržište i reference
RIS d.o.o. pruža softverska rješenja za tvrtke u privatnom i javnom sektoru: Croatia osiguranje, Croatia banka, HRT, Podravka, Adris grupa, HPB, Ericsson Nikola Tesla, Gradska plinara Zagreb Opskrba, Vodovod i kanalizacija Rijeka, Grad Rijeka, Inditex i druge. 